# Vílensk
Vílensk (en rus: Виленск) és un poble de l'óblast d'Irkutsk, a Rússia, que en el cens del 2010 tenia 72 habitants.